# Archontophoenix cunninghamiana
Espèce
Classification phylogénétique
Archontophoenix cunninghamiana ou palmiste de Cunningham est une espèce de palmier du genre Archontophoenix et de la famille des Arecaceae, originaire de l'est de l'Australie. Ce petit palmier est largement cultivé dans les parcs et jardins tropicaux.

## Description
C’est un beau palmier gracile, aérien et très décoratif, pouvant atteindre 20 m de hauteur.
Le stipe, de couleur grise et lisse, relativement fin, est sans reliques de bases foliaires, mais porte des traces annelées. À sa partie supérieure, se trouve une hampe foliaire lisse de 60 à 100 cm de haut, vert vif.
Les feuilles sont grandes, pennées, d'un vert tendre, et d'aspect très luxuriant. Elles peuvent atteindre 3 m de longueur. Les folioles sont opposées, assez serrées et parfois terminées par de longs filaments retombants.
L'inflorescence, située sous les feuilles, à la base de la hampe foliaire, est constituée de fleurs violacées disposées sur une panicule aux branches pendantes. Les fleurs mâles et femelles, séparées, sont disposées sur la même inflorescence par groupe de trois : une femelle entre deux mâles ou deux mâles à l'extrémité des branches. Les fleurs femelles sont plus petites et arrivent à maturité après les mâles.
Les fruits, en forme de billes rouge écarlate d'environ 1,2 cm de diamètre, sont très décoratifs mais toxiques[réf. nécessaire].

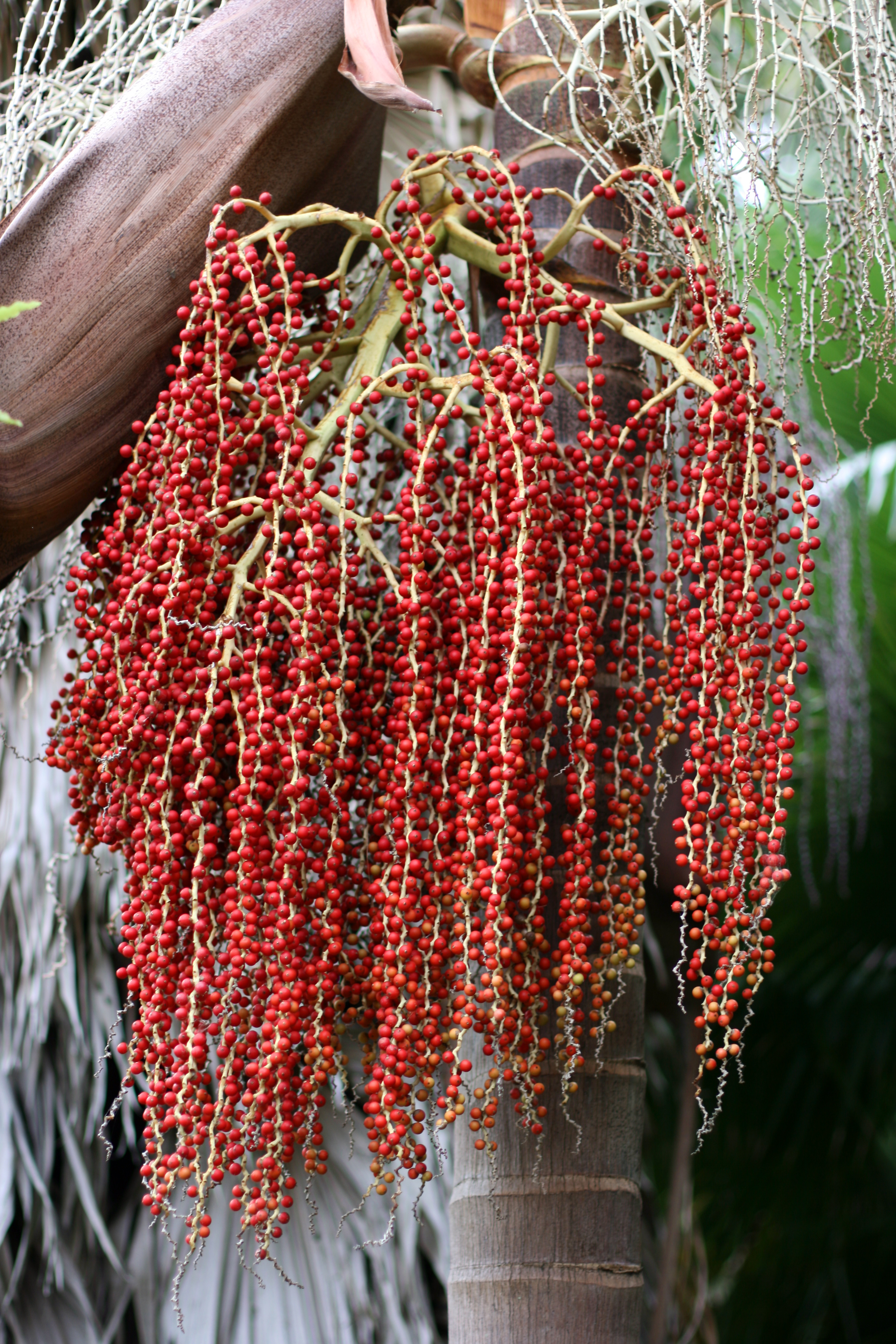
Fruits
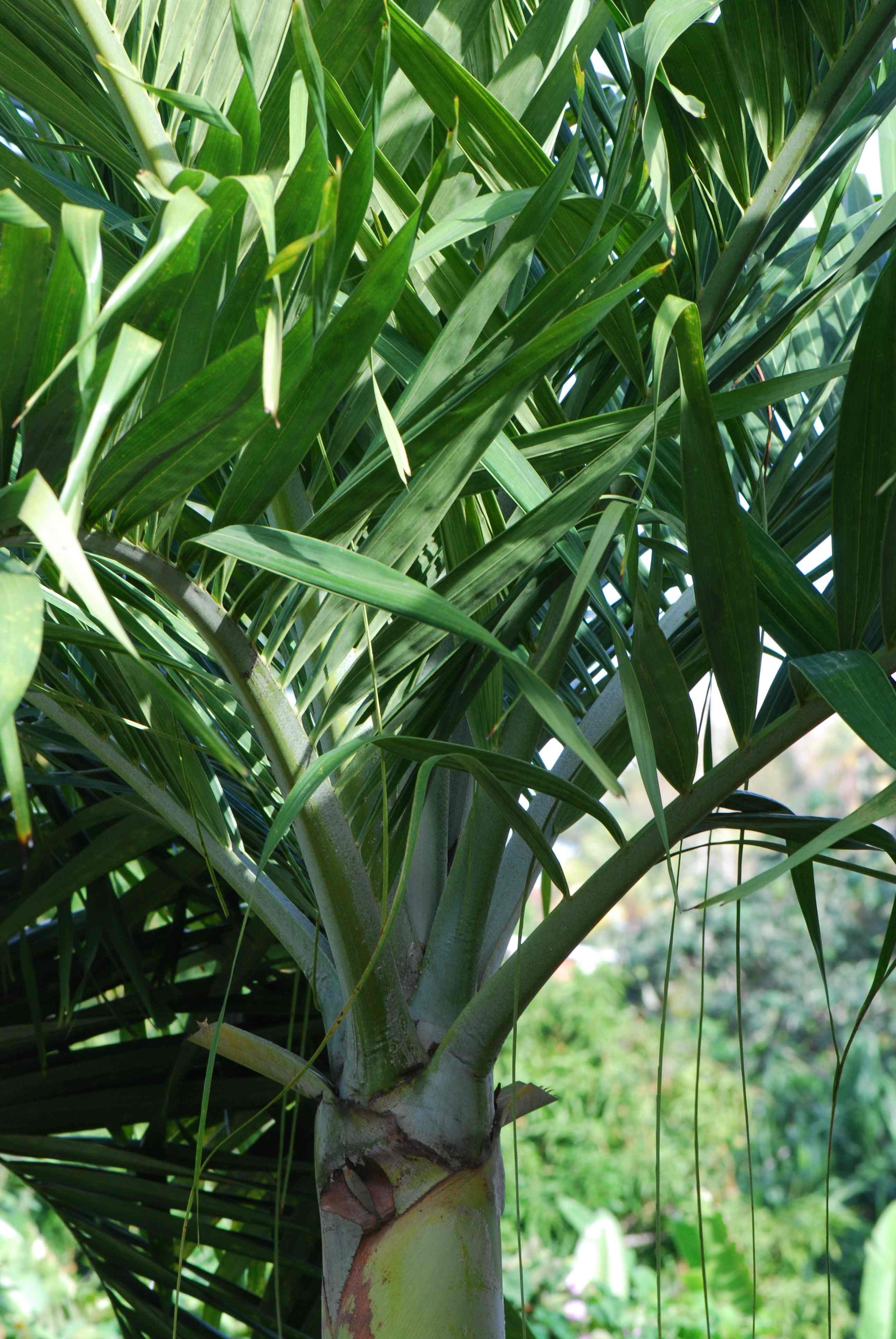
Filaments pendants

## Répartition et habitat
L'aire d'origine de ce palmier est les forêts subtropicales humides de la côte est de l'Australie, où il pousse sur des sols humifères parfois sablonneux, mais toujours très arrosés. Il croît jusqu'à l'altitude de 1000 mètres, dans des conditions climatiques humides.
Il est très largement cultivé en Australie et dans le sud de la Californie aux États-Unis. Il est très commun dans les parcs et jardins des Antilles et de la Réunion. Sa culture en France métropolitaine est difficile et cantonnée aux zones les plus abritées de la Côte d'Azur. L'espèce n'est adaptable aux climats tempérés que dans les zones où il ne gèle quasiment pas.
D'une façon générale, il apprécie les sols riches et très bien arrosés. Malgré une implantation dynamique au début du XXe siècle, ils sont très rares sur la Côte d'Azur et en Europe, où les vagues de froid successives les ont largement éliminés.

## Systématique
Synonymes :
- Jessenia amazonum Drude
- Loroma amethystina O.F.Cook
- Loroma cunninghamiana (H.Wendl.) O.F.Cook
- Ptychosperma cunninghamianum H.Wendl.
- Seaforthia elegans Hook.